# Diamonds World Tour
 (décembre 2013).
Tournées par Rihanna
Loud Tour
(2011) Anti World Tour
(2016)
Diamonds World Tour est la 4e tournée mondiale de la chanteuse barbadienne Rihanna.

## Présentation
En mars 2013, via sa chaîne YouTube officielle, Rihanna a publié une série de vidéos concernant les préparatifs de la tournée. La première vidéo montre une partie de l'audition des danseurs pour la tournée. Ils effectuent dans l'extrait plusieurs séquences de danse pour Rihanna et son équipe. Dans la deuxième vidéo, on voit que l'équipe prépare les tenues de Rihanna, et que les danseurs et les choristes répètent. Marley Glassroth qui est le designer, explique que le thème des costumes est différent pour chaque section de l'exposition. La troisième vidéo décrit comment le stade sera mis en place pour chaque spectacle. La quatrième vidéo montre la répétition de Rihanna pour la chorégraphie de Pour It Up avec son chorégraphe. Dans la cinquième vidéo on voit la chanteuse et ses danseurs faire une séance photo pour le fond visuel de la tournée, avant de voir finalement dans la dernière vidéo, Rihanna et son équipe faire la dernière répétition avant le départ pour le premier spectacle à Buffalo, New York.

## Premières parties
- ASAP Rocky (Amérique du Nord)
- David Guetta (Paris [8], Londres, Cardiff et Sunderland)
- Haim (Lyon, Cologne, Zurich, Berlin, Hanovre et Vienne)
- GTA (Espagne, Portugal, Turquie, France, Belgique, Royaume-Uni, Irlande, Pays-Bas, Allemagne, Suisse, Autriche, Suède, Norvège et Finlande)
- Dizzee Rascal (Pologne)
- Wale (Norvège)

## Records
Avec le Diamonds World Tour, Rihanna est devenue la plus jeune artiste à tenir un concert à guichets fermés au Twickenham Stadium (capacité de 82000), Millenium Stadium (capacité de 74500), FNB Stadium (capacité de 94000) et le Stade de France (capacité de 81000).

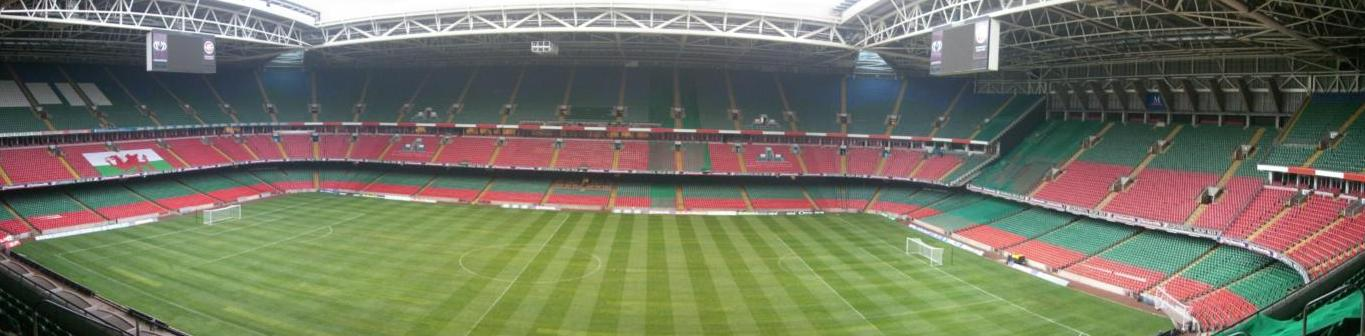
Millenium Stadium

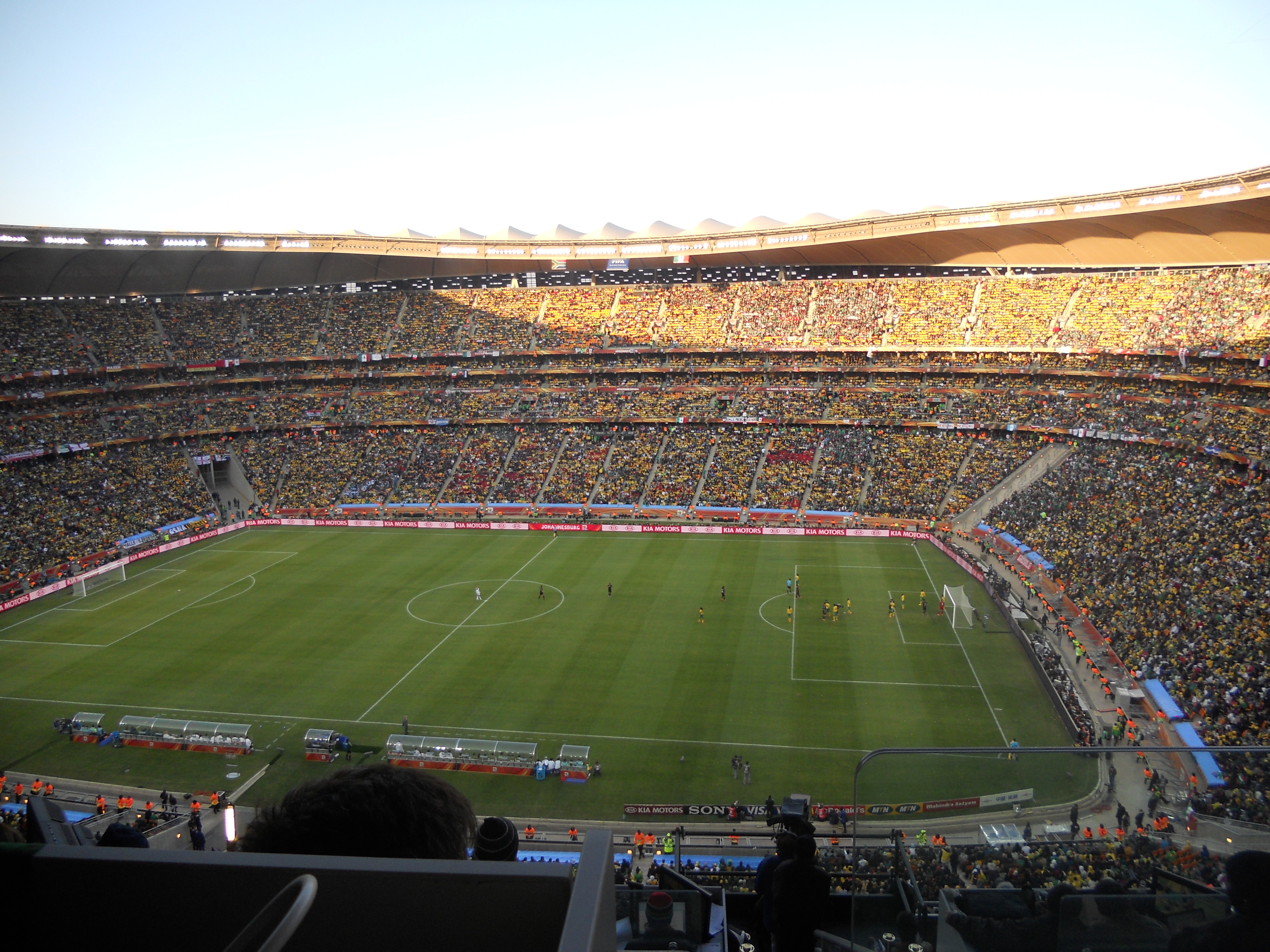
FNB Stadium

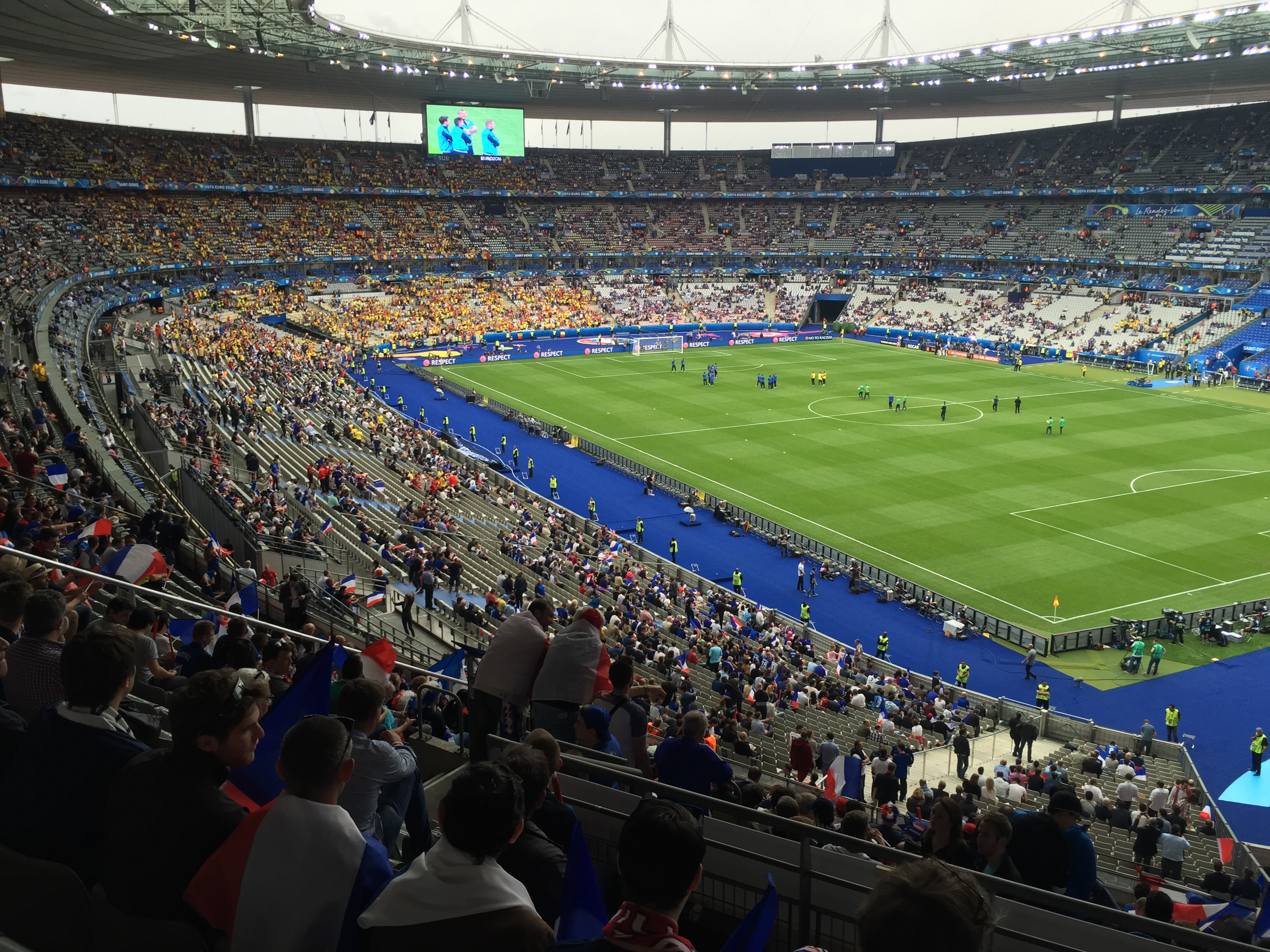
Stade de France

## Programme
1. Mother Mary (Intro) (Dans certains pays)
2. Presh Out The Runway
3. Birthday Cake
4. Talk That Talk
5. Pour It Up
6. Cockiness (Love It)
7. Numb

(Video Interlude)
1. You da One (à partir du 17/03/13)
2. Man Down
3. No Love Allowed
4. Rude Boy
5. What's My Name?

(Video Interlude)
1. Jump
2. Umbrella
3. All of the Lights
4. Rockstar 101
5. What Now

(Video Interlude)
1. Loveeeeee Song
2. Love the Way You Lie (Part II)
3. Take A Bow / Cold Case Love / Hate That I Love You

(Video Interlude)
1. We Found Love
2. S&M / Only Girl (In The World) / Don't Stop The Music
3. Where Have You Been

Encore:
1. Stay
2. Diamonds

### Observations
- Durant le concert à Istanbul, Mother Mary, Cockiness (Love It) et No Love Allowed ont été retirées de la setlist.
- Mother Mary n'est pas chanté durant les concerts en stade. (Paris, Cardiff, Londres et Sunderland)
- La star ayant eu du retard le 15 juin à Londres au Stade de Twickenham, 5 chansons n’ont pas été chantées : Mother Mary, Cockiness (Love It), No Love Allowed, Loveeeeee Song et Love the Way You Lie (Part II).

## Dates et lieux de la tournée

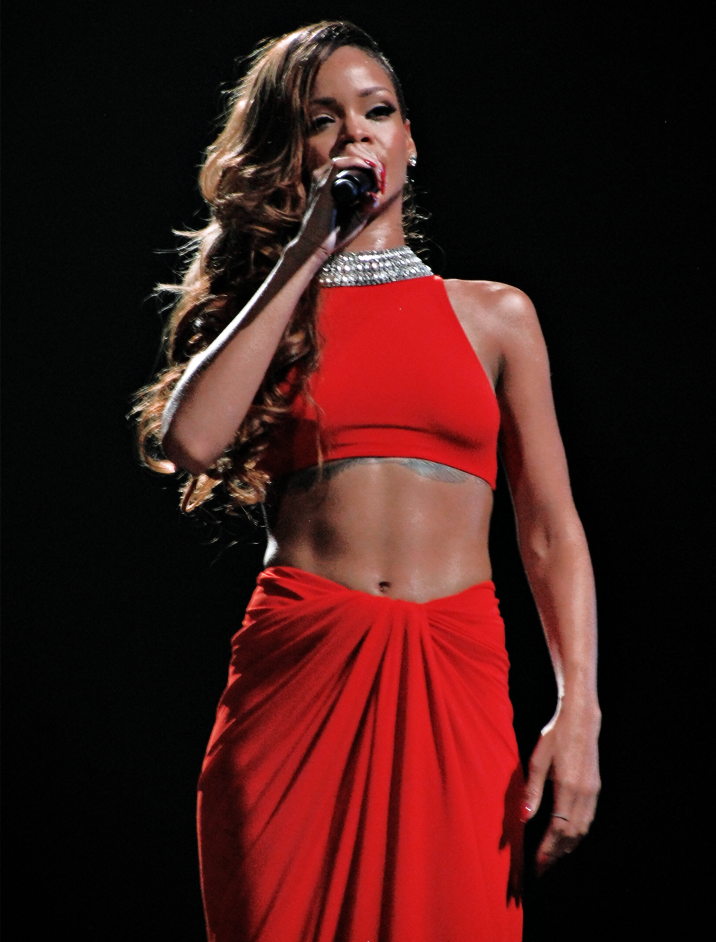

| Date                  | Ville             | Pays                   | Lieu                                   | Affluence | Revenu       |
| --------------------- | ----------------- | ---------------------- | -------------------------------------- | --------- | ------------ |
| Amérique du Nord      |                   |                        |                                        |           |              |
| 8 mars 2013           | Buffalo           | États-Unis             | First Niagara Center                   | 15,614    | $1,117,147   |
| 14 mars 2013          | Philadelphie      | États-Unis             | Wells Fargo Center                     | 15,095    | $1,080,298   |
| 15 mars 2013          | Hartford          | États-Unis             | XL Center                              | 10,985    | $842,941     |
| 17 mars 2013          | Montréal          | Canada                 | Bell Centre                            | 16,054    | $1,278,497   |
| 18 mars 2013          | Toronto           | Canada                 | Air Canada Centre                      | 32,038    | $2,498,532   |
| 19 mars 2013          | Toronto           | Canada                 | Air Canada Centre                      | 32,038    | $2,498,532   |
| 21 mars 2013          | Détroit           | États-Unis             | Joe Louis Arena                        | 15,349    | $937,674     |
| 22 mars 2013          | Chicago           | États-Unis             | United Center                          | 15,902    | $1,234,380   |
| 24 mars 2013          | Saint Paul        | États-Unis             | Xcel Energy Center                     | 10,929    | $780,143     |
| 25 mars 2013          | Winnipeg          | Canada                 | MTS Centre                             | 10,649    | $880,893     |
| 27 mars 2013          | Edmonton          | Canada                 | Rexall Place                           | 13,133    | $1,008,532   |
| 30 mars 2013          | Calgary           | Canada                 | Scotiabank Saddledome                  | 13,495    | $1,012,286   |
| 1er avril 2013        | Vancouver         | Canada                 | Rogers Arena                           | 14,879    | $1,153,688   |
| 3 avril 2013          | Seattle           | États-Unis             | KeyArena                               | 10,906    | $782,027     |
| 6 avril 2013          | San José          | États-Unis             | HP Pavilion                            | 14,027    | $1,047,778   |
| 8 avril 2013          | Los Angeles       | États-Unis             | Staples Center                         | 14,881    | $1,297,755   |
| 9 avril 2013          | Anaheim           | États-Unis             | Honda Center                           | 11,050    | $950,442     |
| 11 avril 2013         | San Diego         | États-Unis             | Valley View Casino Center              | 11,831    | $899,782     |
| 12 avril 2013         | Las Vegas         | États-Unis             | Mandalay Bay                           | 8,861     | $1,047,675   |
| 19 avril 2013         | Tampa             | États-Unis             | Tampa Bay Times Forum                  | 11,705    | $901,024     |
| 20 avril 2013         | Fort Lauderdale   | États-Unis             | BankAtlantic Center                    | 13,959    | $1,042,363   |
| 22 avril 2013         | Atlanta           | États-Unis             | Philips Arena                          | 13,233    | $924,581     |
| 24 avril 2013 [A]     | Baltimore         | États-Unis             | 1st Mariner Arena                      | 11,002    | $788,340     |
| 26 avril 2013         | Atlantic City     | États-Unis             | Revel Ressort                          | 4,391     | $515,641     |
| 28 avril 2013         | Newark            | États-Unis             | Prudential Center                      | 13,999    | $1,215,879   |
| 29 avril 2013         | Washington        | États-Unis             | Verizon Center                         | 14,339    | $1,185,020   |
| 1er mai 2013          | Montréal          | Canada                 | Bell Centre                            | 14,028    | $1,190,028   |
| 2 mai 2013            | Ottawa            | Canada                 | Scotiabank Place                       | 11,990    | $852,724     |
| 5 mai 2013            | New York          | États-Unis             | Barclays Center                        | 29,072    | $2,465,993   |
| 6 mai 2013 [B]        | Boston            | États-Unis             | TD Garden                              | 14,083    | $1,061,548   |
| 7 mai 2013 [C]        | New York          | États-Unis             | Barclays Center                        | [D]       | [D]          |
| Afrique               |                   |                        |                                        |           |              |
| 24 mai 2013 [E]       | Rabat             | Maroc                  | Festival Mawazine (festival)           | 150,000   | N            |
| Europe                |                   |                        |                                        |           |              |
| 26 mai 2013           | Bilbao            | Espagne                | Bizkaia Arena                          | 13,770    | $995,676     |
| 28 mai 2013           | Lisbonne          | Portugal               | MEO Arena                              | 18,006    | $1,151,120   |
| 30 mai 2013           | Istanbul          | Turquie                | BJK İnönü Stadium                      | 33,483    | $3,547,707   |
| 1er juin 2013         | Barcelone         | Espagne                | Palau Sant Jordi                       | 17,761    | $1,339,319   |
| 2 juin 2013           | Montpellier       | France                 | Park&Suites Arena                      | 12,627    | $915,172     |
| 3 juin 2013           | Lyon              | France                 | Halle Tony-Garnier                     | 17,339    | $994,578     |
| 5 juin 2013           | Anvers            | Belgique               | Sportpaleis                            | 39,436    | $2,881,499   |
| 6 juin 2013           | Anvers            | Belgique               | Sportpaleis                            | 39,436    | $2,881,499   |
| 8 juin 2013           | Paris             | France                 | Stade de France                        | 78,841    | $8,488,029   |
| 10 juin 2013          | Cardiff           | Royaume-Uni            | Millennium Stadium                     | 60,307    | $4,647,267   |
| 12 juin 2013          | Manchester        | Royaume-Uni            | Manchester Arena                       | 55,687    | $4,677,878   |
| 13 juin 2013          | Manchester        | Royaume-Uni            | Manchester Arena                       | 55,687    | $4,677,878   |
| 15 juin 2013          | Londres           | Royaume-Uni            | Stade de Twickenham                    | 95,971    | $8,656,858   |
| 16 juin 2013          | Londres           | Royaume-Uni            | Stade de Twickenham                    | 95,971    | $8,656,858   |
| 17 juin 2013          | Birmingham        | Royaume-Uni            | LG Arena                               | 28,160    | $2,446,331   |
| 20 juin 2013          | Sunderland        | Royaume-Uni            | Stadium of Light                       | 54,259    | $4,413,716   |
| 21 juin 2013          | Dublin            | Irlande                | Aviva Stadium                          | 48,482    | $4,956,284   |
| 23 juin 2013          | Amsterdam         | Pays-Bas               | Ziggo Dome                             | 33,369    | $2,354,542   |
| 24 juin 2013          | Amsterdam         | Pays-Bas               | Ziggo Dome                             | 33,369    | $2,354,542   |
| 26 juin 2013          | Cologne           | Allemagne              | Lanxess Arena                          | 31,507    | $2,560,136   |
| 27 juin 2013          | Cologne           | Allemagne              | Lanxess Arena                          | 31,507    | $2,560,136   |
| 29 juin 2013          | Zurich            | Suisse                 | Hallenstadion                          | 27,122    | $2,380,749   |
| 30 juin 2013          | Zurich            | Suisse                 | Hallenstadion                          | 27,122    | $2,380,749   |
| 2 juillet 2013        | Berlin            | Allemagne              | O2 World                               | 13,649    | $1,079,422   |
| 3 juillet 2013        | Hanovre           | Allemagne              | TUI Arena                              | 10,888    | $917,312     |
| 5 juillet 2013 [E]    | Roskilde          | Danemark               | Roskilde Festival (festival)           | N/A       | N/A          |
| 7 juillet 2013 [E]    | Gdynia            | Pologne                | Babie Doły Military Airport (festival) | N/A       | N/A          |
| 9 juillet 2013        | Vienne            | Autriche               | Wiener Stadthalle                      | 15,990    | $1,306,615   |
| 10 juillet 2013 [E]   | Monte-Carlo       | Monaco                 | Sporting Monte-Carlo (festival)        | N/A       | N/A          |
| 11 juillet 2013 [E]   | Monte-Carlo       | Monaco                 | Sporting Monte-Carlo (festival)        | N/A       | N/A          |
| 13 juillet 2013 [E]   | Perth and Kinross | Royaume-Uni            | Balado (festival)                      | N/A       | N/A          |
| 15 juillet 2013       | Manchester        | Royaume-Uni            | Manchester Arena                       | [F]       | [F]          |
| 16 juillet 2013       | Manchester        | Royaume-Uni            | Manchester Arena                       | [F]       | [F]          |
| 18 juillet 2013       | Birmingham        | Royaume-Uni            | LG Arena                               | [G]       | [G]          |
| 20 juillet 2013       | Lille             | France                 | Stade Pierre-Mauroy                    | 27,294    | $2,188,620   |
| 22 juillet 2013       | Stockholm         | Suède                  | Ericsson Globe                         | 13,929    | $1,226,039   |
| 25 juillet 2013       | Oslo              | Norvège                | Telenor Arena                          | 17,832    | $2,250,403   |
| 26 juillet 2013       | Bergen            | Norvège                | Bergenhus                              | 20,125    | $2,516,799   |
| 28 juillet 2013 [H]   | Helsinki          | Finlande               | Hartwall Arena                         | 12,111    | $1,198,861   |
| Asie                  |                   |                        |                                        |           |              |
| 13 septembre 2013     | Macao             | Chine                  | Cotai Arena                            | 24,872    | $2,909,479   |
| 14 septembre 2013     | Macao             | Chine                  | Cotai Arena                            | 24,872    | $2,909,479   |
| 19 septembre 2013     | Manille           | Philippines            | Mall of Asia Arena                     | 8,118     | $810,543     |
| 22 septembre 2013 [E] | Singapour         | Singapour              | Singapore Grand Prix                   | [E]       | N/A          |
| Océanie               |                   |                        |                                        |           |              |
| 24 septembre 2013     | Perth             | Australie              | Perth Arena                            | 13,222    | $1,535,953   |
| 26 septembre 2013     | Adélaïde          | Australie              | Adelaide Entertainment Centre          | 9,281     | $1,037,041   |
| 28 septembre 2013     | Brisbane          | Australie              | Brisbane Entertainment Centre          | 12,116    | $1,341,098   |
| 30 septembre 2013     | Melbourne         | Australie              | Rod Laver Arena                        | 24,017    | $2,749,982   |
| 1er octobre 2013      | Melbourne         | Australie              | Rod Laver Arena                        | 24,017    | $2,749,982   |
| 3 octobre 2013        | Sydney            | Australie              | Acer Arena                             | 30,361    | $3,449,021   |
| 4 octobre 2013        | Sydney            | Australie              | Acer Arena                             | 30,361    | $3,449,021   |
| 6 octobre 2013        | Auckland          | Nouvelle-Zélande       | Vector Arena                           | 33,565    | $3,377,624   |
| 7 octobre 2013        | Auckland          | Nouvelle-Zélande       | Vector Arena                           | 33,565    | $3,377,624   |
| 8 octobre 2013        | Auckland          | Nouvelle-Zélande       | Vector Arena                           | 33,565    | $3,377,624   |
| Afrique               |                   |                        |                                        |           |              |
| 13 octobre 2013       | Johannesburg      | Afrique du Sud         | FNB Stadium                            | 67,291    | $3,732,307   |
| 16 octobre 2013       | Le Cap            | Afrique du Sud         | Cape Town Stadium                      | 39,616    | $1,872,570   |
| Moyen-Orient          |                   |                        |                                        |           |              |
| 19 octobre 2013       | Abu Dhabi         | Émirats arabes unis    | Du Arena                               | 23,757    | $3,717,513   |
| 22 octobre 2013       | Tel Aviv          | Israël                 | Yarkon Park                            | 50,554    | $6,121,631   |
| Amérique du Sud       |                   |                        |                                        |           |              |
| 26 octobre 2013       | Punta Cana        | République dominicaine | Hard Rock Hotel & Casino               | 13,974    | $1,695,810   |
| 29 octobre 2013       | San Juan          | Porto Rico             | Estadio Hiram Bithorn                  | 16,074    | $1,569,910   |
| 1er novembre 2013 [I] | Bridgetown        | Barbade                | Kensington Oval                        | Reporté   | Reporté      |
| Amérique du Nord      |                   |                        |                                        |           |              |
| 9 novembre 2013       | Denver            | États-Unis             | Pepsi Center                           | 10,180    | $710,749     |
| 11 novembre 2013 [J]  | Dallas            | États-Unis             | American Airlines Center               | 11,182    | $765,281     |
| 12 novembre 2013      | Oklahoma City     | États-Unis             | Chesapeake Energy Arena                | 6,556     | $501,475     |
| 14 novembre 2013 [K]  | Houston           | États-Unis             | Toyota Center                          | 12,610    | $1,013,001   |
| 15 novembre 2013      | New Orleans       | États-Unis             | New Orleans Arena                      | 10,974    | $865,010     |
| CUMULATIF TOTAL       | CUMULATIF TOTAL   | CUMULATIF TOTAL        | CUMULATIF TOTAL                        | 1,627,935 | $140,118,252 |

### Particularités, annulations et déplacements de certains concerts
A  Initialement prévu le 12 mars 2013, ce concert a été reporté au 24 avril pour cause de maladie chez la chanteuse.
B  Initialement prévu le 10 mars 2013, ce concert a été reporté au 6 mai pour cause de maladie chez la chanteuse.
C  Initialement prévu le 4 mai 2013, ce concert a été reporté au 7 mai à cause d'une match à domicile.
D  Le nombre de tickets vendus et la recette de ce concert sont combinés avec ceux du 5 mai à Brooklyn.
E  Les chiffres pour les festivals n'ont pas été annoncés. Cependant, selon des estimations, 150 000 personnes étaient présentes au concert du 24 mai à Rabat.
F  Le nombre de tickets vendus et la recette pour ces deux concerts sont combinés avec ceux du 12 et 13 juin à Manchester.
G  Le nombre de tickets vendus et la recette de ce concert sont combinés avec ceux du 17 juin à Birmingham.
H  Initialement prévu le 20 juillet 2013, ce concert a été reporté au 28 juillet, un autre concert été déjà prévu.
I  Ce concert a été reporté pour 2014 à cause de problèmes de logistique.
J  Initialement prévu le 16 avril 2013, ce concert a été reporté au 11 novembre pour cause de maladie chez la chanteuse.
K  Initialement prévu le 15 avril 2013, ce concert a été reporté au 14 novembre pour cause de maladie chez la chanteuse.